# Melanocephala manuensis
Melanocephala manuensis är en svampart som beskrevs av Matsush. 1993. Melanocephala manuensis ingår i släktet Melanocephala, divisionen sporsäcksvampar och riket svampar.   Inga underarter finns listade i Catalogue of Life.